# Gabriel Appelt
Gabriel Appelt Pires (Rio de Janeiro, 18 settembre 1993) è un calciatore brasiliano, centrocampista del Panserraïkos.

## Carriera

### Club

#### Resende
Gabriel e suo fratello maggiore Guilherme cominciano la loro carriera nel Resende; Gabriel firma il suo primo contratto il 23 luglio 2010.

#### Juventus
Nell'aprile del 2011, Tuttosport conferma gli acquisti dei giovani Gabriel e Guilherme Appelt Pires da parte della Juventus, tuttavia a causa di motivi burocratici, Gabriel non ha potuto completare il suo trasferimento fino al suo diciottesimo compleanno. Nel gennaio del 2012 Gabriel firma ufficialmente con il club bianconero per una cifra attorno ai 2 milioni di euro, nonostante l'accordo fosse stato raggiunto il 21 aprile 2011.

#### Prestiti in Serie B e al Leganés
Il 30 agosto 2012 Gabriel viene mandato in prestito in Serie B alla Pro Vercelli, assieme al compagno di squadra Alberto Masi. Gabriel debutta in Serie B il 9 settembre 2012, come sostituto al 61º in una sconfitta in casa per 1-2 contro il Livorno. Il 10 novembre subisce un grave infortunio durante la partita in casa contro il Modena. Dopo quattro mesi di stop, Gabriel ritorna tra i titolari della Pro Vercelli il 2 marzo 2013 in un 1-1 in trasferta contro la Juve Stabia.
Il 30 giugno 2013 il calciatore rientra dal prestito alla Juventus. Tuttavia, il 26 agosto seguente, viene nuovamente ceduto in prestito allo Spezia, dove gioca la prima partita il 14 settembre in trasferta a Crotone (1-0). A fine stagione torna nuovamente alla Juventus.
Il 22 luglio 2014 passa in prestito al Pescara. L'esordio avviene nel secondo turno di Coppa Italia contro il Renate, partita vinta ai rigori dagli abruzzesi.
A gennaio 2015 passa in prestito al Livorno. L'esordio avviene da titolare nella partita casalinga contro il Brescia, vinta dal Livorno per 4-2. Segna il suo primo goal in maglia amaranto con una rovesciata spettacolare nella partita casalinga contro la Ternana.
Il 5 agosto seguente passa, sempre a titolo temporaneo, al Leganés. Il 20 giugno 2016, dopo aver conquistato la prima storica promozione in Primera División con la squadra spagnola, viene riscattato e firma un triennale con il club bianco-blu.

## Statistiche

### Presenze e reti nei club
Statistiche aggiornate al 12 aprile 2025.
| Stagione        | Squadra         | Campionato      | Campionato | Campionato | Coppe nazionali | Coppe nazionali | Coppe nazionali | Coppe continentali | Coppe continentali | Coppe continentali | Altre coppe | Altre coppe | Altre coppe | Totale | Totale |
| Stagione        | Squadra         | Comp            | Pres       | Reti       | Comp            | Pres            | Reti            | Comp               | Pres               | Reti               | Comp        | Pres        | Reti        | Pres   | Reti   |
| --------------- | --------------- | --------------- | ---------- | ---------- | --------------- | --------------- | --------------- | ------------------ | ------------------ | ------------------ | ----------- | ----------- | ----------- | ------ | ------ |
| 2011            | Resende         | A/RJ+D          | 14+0       | 1+0        | -               | -               | -               | -                  | -                  | -                  | -           | -           | -           | 14     | 1      |
| 2011-2012       | Juventus        | A               | 0          | 0          | CI              | -               | -               | -                  | -                  | -                  | -           | -           | -           | 0      | 0      |
| 2012-2013       | Pro Vercelli    | B               | 25         | 1          | CI              | 0               | 0               | -                  | -                  | -                  | -           | -           | -           | 25     | 1      |
| 2013-2014       | Spezia          | B               | 18         | 0          | CI              | 0               | 0               | -                  | -                  | -                  | -           | -           | -           | 18     | 0      |
| 2014-gen. 2015  | Pescara         | B               | 16         | 0          | CI              | 2               | 0               | -                  | -                  | -                  | -           | -           | -           | 18     | 0      |
| gen.-giu. 2015  | Livorno         | B               | 17         | 1          | CI              | -               | -               | -                  | -                  | -                  | -           | -           | -           | 17     | 1      |
| 2015-2016       | Leganés         | SD              | 37         | 7          | CR              | 3               | 1               | -                  | -                  | -                  | -           | -           | -           | 40     | 8      |
| 2016-2017       | Leganés         | PD              | 34         | 5          | CR              | 2               | 0               | -                  | -                  | -                  | -           | -           | -           | 36     | 5      |
| 2017-2018       | Leganés         | PD              | 29         | 5          | CR              | 6               | 1               | -                  | -                  | -                  | -           | -           | -           | 35     | 6      |
| Totale Leganés  | Totale Leganés  | Totale Leganés  | 100        | 17         |                 | 11              | 2               |                    | -                  | -                  |             | -           | -           | 111    | 19     |
| 2018-2019       | Benfica         | PL              | 17         | 0          | CP+CdL          | 6+3             | 1+0             | UCL+UEL            | 4+4                | 0                  | -           | -           | -           | 34     | 1      |
| 2019-2020       | Benfica         | PL              | 22         | 2          | CP+CdL          | 5+1             | 1+0             | UCL                | 5                  | 0                  | SP          | 1           | 0           | 34     | 3      |
| 2020-2021       | Benfica         | PL              | 20         | 1          | CP+CdL          | 4+1             | 0               | UCL+UEL            | 0+7                | 0                  | SP          | -           | -           | 32     | 1      |
| Totale Benfica  | Totale Benfica  | Totale Benfica  | 59         | 3          |                 | 20              | 2               |                    | 20                 | 0                  |             | 1           | 0           | 100    | 5      |
| 2021-2022       | Al-Gharafa      | QSL             | 18         | 5          | QSC+EQC         | 7+4             | 1+1             | ACL                | 3                  | 0                  | -           | -           | -           | 32     | 7      |
| ago.-dic. 2022  | Botafogo        | A/RJ+A          | 0+14       | 0+2        | CB              | -               | -               | -                  | -                  | -                  | -           | -           | -           | 14     | 2      |
| 2023            | Botafogo        | A/RJ+A          | 11+16      | 1+0        | CB              | 4               | 0               | CS                 | 3                  | 1                  | -           | -           | -           | 34     | 2      |
| Totale Botafogo | Totale Botafogo | Totale Botafogo | 11+30      | 1+2        |                 | 4               | 0               |                    | 3                  | 1                  |             | -           | -           | 48     | 4      |
| 2024            | Fluminense      | A/RJ+A          | 2+5        | 0          | CB              | 1               | 0               | CL                 | 0                  | 0                  | RS          | 0           | 0           | 8      | 0      |
| gen.-giu. 2025  | Panserraïkos    | SL              | 11         | 1          | KE              | -               | -               | -                  | -                  | -                  | -           | -           | -           | 11     | 1      |
| Totale carriera | Totale carriera | Totale carriera | 326        | 32         |                 | 49              | 6               |                    | 26                 | 1                  |             | 1           | 0           | 402    | 39     |

## Palmarès

### Club

#### Competizioni giovanili
- Torneo di Viareggio: 1

Juventus: 2012

#### Competizioni nazionali
- Campionato portoghese: 1

Benfica: 2018-2019
- Supercoppa di Portogallo: 1

Benfica: 2019

### Individuale
- Miglior giocatore della Segunda División: 1

2015-2016